# Marija Karan
Marija Karan est une actrice serbe née le 29 avril 1982 à Belgrade (Yougoslavie).

## Biographie
Marija Karan est née d'un père médecin et d'une mère infirmière. Elle a un frère aîné. Alors qu'elle était une jeune fille, elle aimait chanter et raconter des blagues dans le voisinage. Dès sa prime jeunesse, elle voulait devenir soit docteur, soit actrice. Elle s'est orientée progressivement vers le métier d'actrice et a fait des études d'acteur avec Kalina Kovacević, Nada Macanković, Ana Marković et Nikola Rakocević.
Marija Karan a obtenu son premier rôle au cinéma en 2002, à l'âge de 20 ans. Sa carrière a pris son élan très rapidement tant grâce à ses mensurations très avantageuses (1,81 m, 93-59-88) qu'à la qualité de son jeu. Elle est rapidement devenue une star en Serbie. Elle s'est fait remarquer à l'étranger grâce à sa prestation dans le film Quand je serai grand je deviendrai kangourou où elle tient le rôle d'Iris, une mannequin simple et naturelle qui espère avoir enfin trouvé un homme sincère.

## Filmographie
- Noc uz video, 2002 - La secrétaire
- Gotovo mitski, 2003 - Mina
- Mile vs. tranzicija (série TV), 2003 - L'enquêteuse
- Slobodan pad, 2004 - L'ancienne petite-amie
- Kad porastem bicu Kengur (Quand je serai grand je deviendrai kangourou), (2004) - Iris
- Ulicni hodac, 2004 - Jana
- Jesen stize, dunjo moja, 2004 - Marija Stanimirović
- Ohcet, 2005 - Mlada
- Ljubav, navika, panika (série TV, épisodes 2.14, 2.15, 2.17 et 2.18), 2005-2006 - Maja
- Sedam i po, 2006 - Koviljka
- Ne skreci sa staze (TV), 2006 - Jeune-femme à la caméra
- Kradljivac uspomena, 2007 -
- Cetvrti covek, 2007 -
- Taximan, 2008 - Dana
- Assassination Games, 2011 : October (une prostituée)
- The rite - 2011 - Sandra